# Rothaarsteig

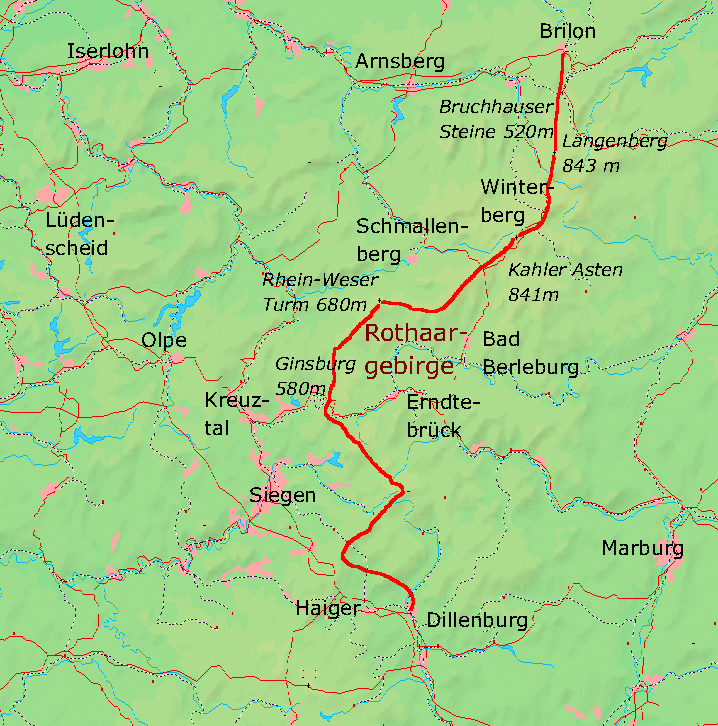
Routekaart van de Rothaarsteig.

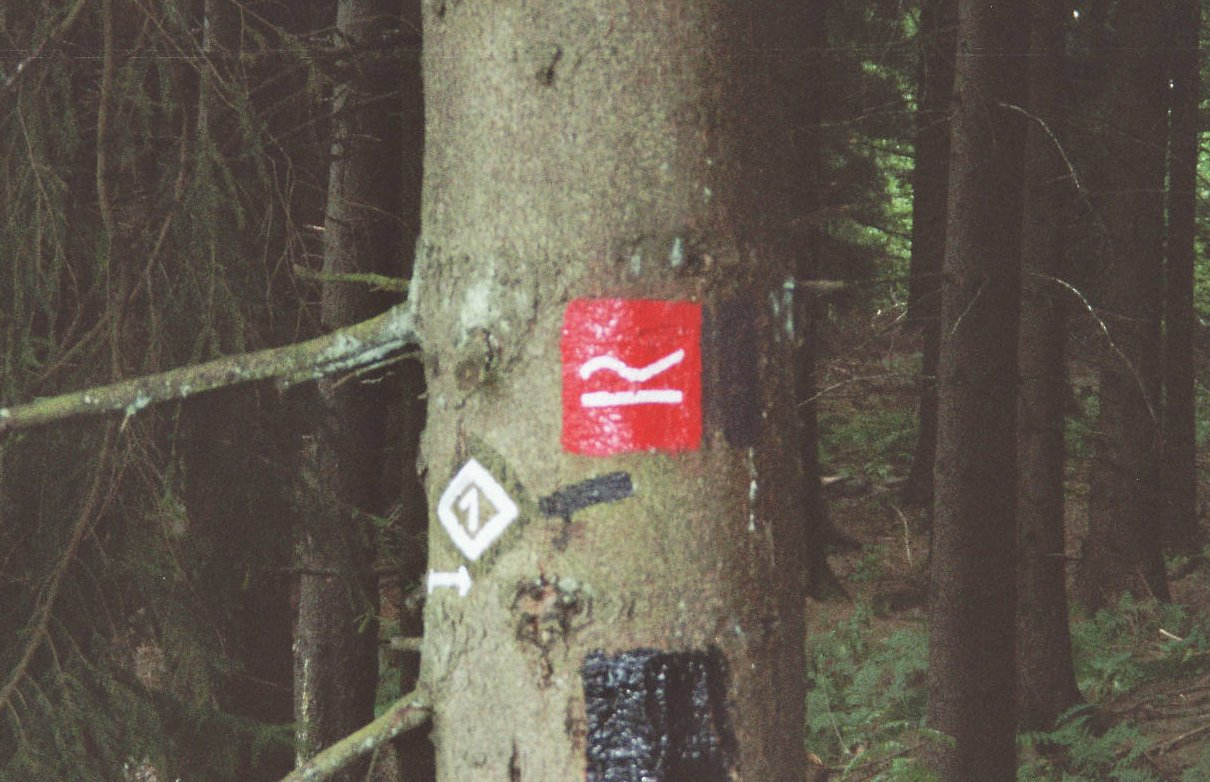
Markering

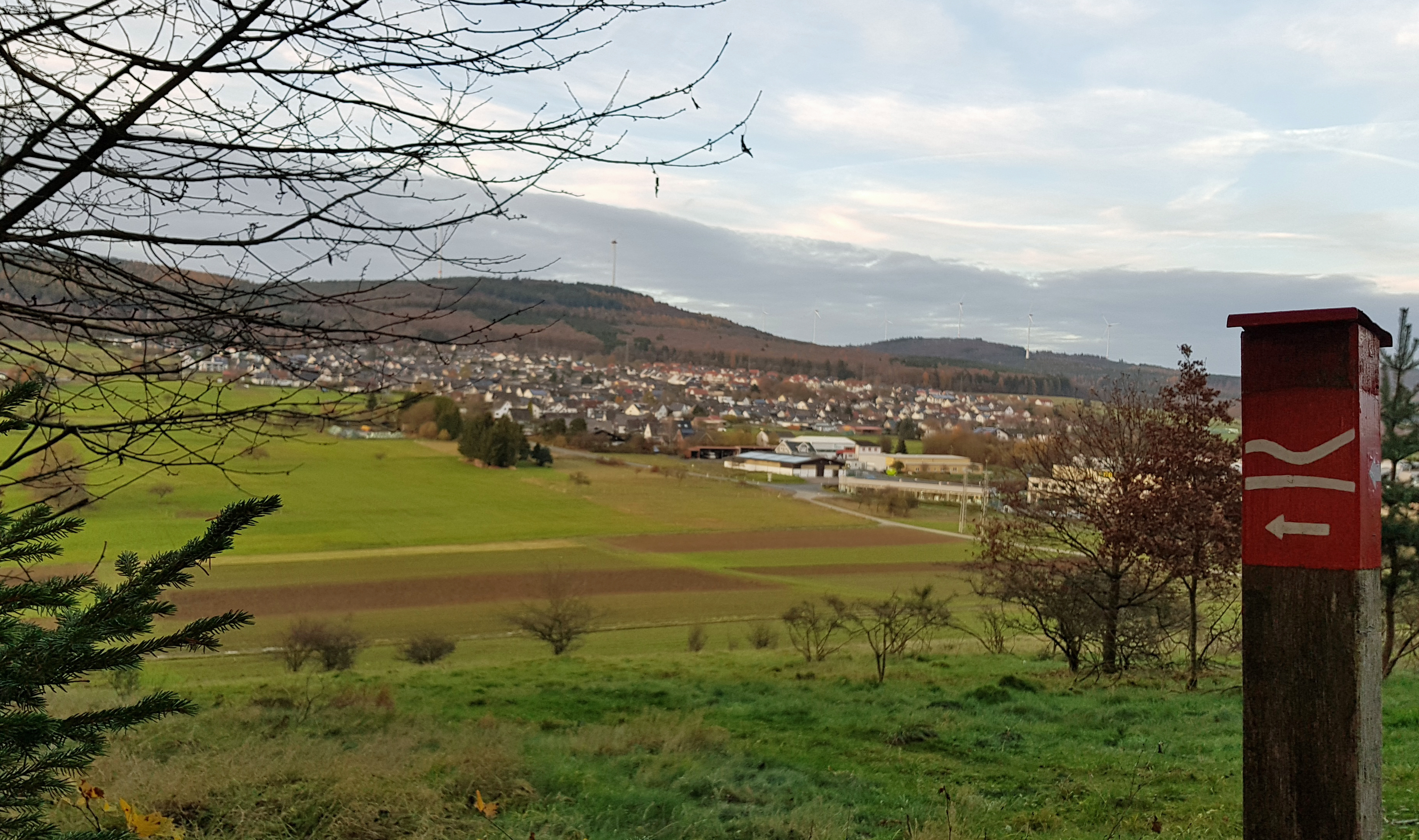
Route-aanduiding van de Rothaarsteig met uitzicht op Manderbach (bij Dillenburg).

De Rothaarsteig is een wandelpad in Duitsland, met een lengte van ongeveer 158 km. De Rothaarsteig werd in 2001 geopend.
Het Duitse woord Steig betekent: steil pad, of bergpad. Het wandelpad loopt grotendeels door het Rothaargebergte (Duits: Rothaargebirge), een middelgebergte dat gelegen is in de Duitse deelstaten Noordrijn-Westfalen (Duits: Nordrhein-Westfalen, afgekort NRW) en Hessen. De route begint in de stad Brilon (NRW) en voert voornamelijk in zuidzuidwestelijke richting. Het eindpunt is in de Hessische stad Dillenburg. Het hoogste punt van de route ligt op 838 m, het laagste op 224 m. De route wordt aangemerkt als licht of middelzwaar. De Rothaarsteig voert langs bekende natuurgebieden in Sauerland, zoals de Langenberg (de hoogste berg in NRW, 843 m) en de Kahler Asten. Ook de bekende toeristische plaats Winterberg ligt op de route.  In het zuidelijke deel van de route is er een variant op de hoofdroute door het Westerwald, een laaggebergte dat in NRW, Hessen en in de deelstaat Rijnland-Palts (Duits: Rheinland-Pfalz) ligt. 
De markering van de wandelroute is een witte, liggende R op een rode ondergrond. 
De markeringen die vanuit de omliggende dalen naar de route toe leiden, hebben een vergelijkbaar logo, maar dan een zwarte R op een gele ondergrond. 
Op de website van de Rothaarsteigverein e.V., de organisatie die het beheer heeft over de route, wordt deze in acht etappes onderverdeeld, met een totaal van 159,08 km: 
- Etappe 1: 23,35 km van Brilon naar Willingen.
- Etappe 2: 22,11 km van Willingen naar Winterberg.
- Etappe 3: 18,75 km van Winterberg naar Schanze.
- Etappe 4: 23,47 km van Schanze naar de Rhein-Weser-Turm.
- Etappe 5: 18,41 km van de Rhein-Weser-Turm naar Lützel.
- Etappe 6: 14,20 km van Lützel naar Lahnhof.
- Etappe 7: 18,42 km van Lahnhof naar Wilgersdorf.
- Etappe 8: 20,37 km van Wilgersdorf naar Dillenburg.